# 공병호
공병호(孔柄淏, 1960년 5월 10일~)는 대한민국의 경제학자 겸 작가이자 강연자이다.

## 생애

### 출생
공병호는 1960년 5월 10일, 경남 충무시 (현재는 통영시)에서 3남 4녀의 막내로 났다. 그는 자신이 난 곳을 이렇게 묘사한다. "우리 가족이 살았던 집은 지금은 퇴락한 구시가지가 되고 말았지만, 당시만 하더라도 수산업을 하던 선주들이 주로 살았던 중심지로 바닷가에 인접한 항남동이었다. 지명처럼 항구의 남쪽에 위치한 그곳의 좁은 골목골목에는 일본인들이 남긴 적산가옥들이 즐비했다."
수산업을 하였던 아버지 공태종과 어머니 이정순에 대한 공병호의 회상은 이렇다. "내 아버지나 어머니는 '더 이상 열심히 살 수 없다'는 문장으로 표현해도 무리가 없을 정도로 근면하게 살았다. 특히 어머니의 손은 가사와 어장 일 때문에 마치 머슴의 손이 그러하지 않았을까 싶을 정도로 거칠었고, 어머니를 생각할 때면 항상 그 손이 먼저 떠오른다. 아버지를 생각할 때면 근면과 성실과 도전이란 세 단어를, 어머니를 생각할 때면 근면과 희생과 헌신이라는 세 단어를 떠올리게 된다. 내가 평생을 반듯하게, 열심히 살아가려 노력하는 이유는 부모님의 보여준 '희생'과 '헌신'이란 두 단어를 늘 기억하고 있기 때문이다" 고려대학교 경제학과를 나온 후 미국 라이스대학교에서(1987년) 경제학 박사 학위를 받았다.

### 인생 5막
공병호는 자신이 걸어왔고 지금도 걸어가고 있는 삶을 연극의 5막에 비유해서 설명한다.
- 인생 1막 학창 시절 부모 슬하를 떠나 중학교 2학년 때 부산으로 전학을 가고 고려대학교를 졸업하고 미국의 라이스대학교에서 경제학박사 학위를 마무리한 시기.[5]

- 인생 2막 연구원 생활 직장을 잡고 한국 사회를 더 번영되고 더 자유로운 곳으로 만들어 보려는 생각을 갖고 이를 추진하였던 시기. 재단법인 자유기업센터와 재단법인 자유경제원의 설립을 주도하였고 자유주의 경제학자로서의 지적 토대를 확실히 구축하게 된다.[6]

- 인생 3막 기업 CEO 생활 40대에 불어닥친 정체성 위기로 전혀 예상치 못한 상태에서 기업체에 뛰어들어 돈으로 살 수 없는 경험을 한 시기. 짧지만 굳게 뛰었고 세상 기준으로 결실을 얻지 못하고 물러나게 되었지만 훗날 어떻게 살아야 할지를 정확하게 찾아낸 시기라고 그는 말한다. 그는 자신이 40대에 접어들 무렵에 겪었던 정체성 위기에 대해 이렇게 말한 적이 있다.

"이제와서 생각해보면 내 유전자 속에는 공익을 위해서 평생 동안 헌신할 수만은 없는 특성이 분명히 있는 것 같다. 그런 기억은 유년기부터 시작해서 40대의 어느 날까지 수없이 많이 끄집어 낼 수 있다. 일례로 연구소의 소장으로 활발하게 활동하던 시기에도 나는 내 이름 석 자를 분명히 내세울 수 있는 활동들을 좋아했다. 다시 말하면 내가 어느 연구소의 누구라는 사실을 받아들일 수 있지만, 내가 누구인가가 가려지는 지점이 있다면, 그에 대해 본능적인 거부감과 아울러 심리적 불편함을 느끼곤 했다" 변신하게 되는 또 하나의 이유는 그가 공익을 위한 활동을 계속함으로써 아들들에게 자신이 원하는 만큼 좋은 교육을 제공할 수 없었다는 점도 역할을 하는데 그의 회의감은 이랬다."자본주의에서는 자신의 능력으로 부를 축적하는 사람들이 주인이고 나머지는 조연일 수 밖에 없다. 내가 그것에 만족할 수 있을까? 내가 가진 그 귀한 시간과 에너지를 조연이 되는 일에 투입하고도 과연 후회하지 않을까?"《나는 탁월함에 미쳤다》
- 인생 4막 개인 연구소 설립 공병호경영연구소를 중심으로 집필과 강연으로 자기경영과 사회 평론에서 새로운 세계를 개척해 나가는 시기. 공병호경영연구소(2001년)를 설립하여 자기경영, 자기계발, 성공학, 사장학, 미래 전망 등의 주제에 관한 활발한 집필활동과 강연 활동으로서 새로운 삶을 개척한다.[8] 2000년대 한국 사회의 자기계발에 대한 논문으로 연세대 사회학과에서 박사학위를 받은 서동진은 그의 박사학위 논문 《자유의 의지 자기 계발의 의지: 신자유주의 한국사회에서 자기계발하는 주체의 탄생 2009년 돌베게》에서 구본형과 공병호를 이렇게 평가한다.[9]

"우리는 자기계발 분야를 대표하는 인물이라고 할 공병호와 구본형의 주요 저작들에 관심을 기울일 것이다. 이들은 1990년대 중반부터 거의 매년 끊임없이 자기계발 담론을 주도했다고 해도 과언이 아닌 주요한 텍스트를 쏟아냈고 각기 스스로를 1인 기업가로 부르며 자신의 이름을 딴 브랜드화한 자기계발 테크닉을 상품으로 판매한다. 두 명이 자기계발 분야의 한국판 '구루'로 추앙받고 인기를 누리게 된 것은 바로 그들의 스타일에 있다고 할 수 있다. 즉 공병호식 혹은 구본형식의 자기계발 담론의 담론적 스타일이 있는 것이다. 구본형은 조잡하고 유치하기는 것이기는 하지만 숱한 문화예술가들의 말이나 저술을 인용, 참조하고 나열한다. 이런 점에서 구본형과 공병호는 서로 차이를 보인다. 공병호가 쓴 글 가운데 상당 부분이 그렇듯이, 그는 이른바 자유주의와 시장경제를 공공연하게 옹호하는 이념적인 지식인으로서 경제질서나 정부정책 같은 거시적인 대상을 분석하면서 이를 자기계발 텍스트와 결합한다. 어쨌든 두 저자는 서로 다른 스타일로 1990년대 후반 이후 한국 사회의 자기계발 담론을 대표했던 인물이라 할 수 있다. 자기계발에 관련한 수많은 동호회나 소모임 등에서 이들의 주장은 엄청난 권위를 누리고 숭배받는다."
- 인생 5막 절대진리를 향한 여행길 서양 고전철학 공부를 시작으로 궁극적으로 하나님 만나는 경험을 하는 시기.[12][13] 그가 2011년 9월 28일 한 칼럼에 다음과 같은 내용이 등장한다."나에게 누군가 죽기 전에 꼭 해야 할 일을 묻는다면 내가 가진 시간과 에너지의 절반을 고전 읽기와 쓰기에 투자하는 일명 '그레이트 펄슨' 프로젝트를 더 힘차게 추진해 나가려 한다. 딱 한 번 살다 저 세상으로 간다면, 좋은 음악과 좋은 그림을 감상하는 것처럼 천재들이 남긴 걸출한 고전을 탐구하고 가야 하지 않겠는가라는 것이 내가 가진 소박한 바람이다. 50세를 넘어서면서 본격적으로 인류가 남긴 위대한 고전 읽기 작업을 시작하리라 계획하였던 것을 지난해부터 실행에 옮기게 되었는데 가을부터 결과물을 내게 되었다."[14] 그러나 그는 절대진리를 찾아 떠난 여행길에서 하나님을 만나게 된다.아내 곁에서 설교를 듣다가 "여보, 저게 진리였네!"라는 고백과 함께 인문학 공부를 접고 성경공부에 뛰어든다.《공병호의 성경공부》[15] 최근작인《공병호가 만난 예수님》에서는 "책을 마무리 하면서 이 길 이외에 다른 길이 있을까"라는 질문을 자꾸 해보게 됩니다라고 말하기도 한다.[16]

## 비판 및 논란
'엔트로피 증가 법칙', '일차함수' 등을 통해 부정선거였다는 것을 알았다는 지리멸렬한 논리로 21대 총선이 부정선거였다는 주장을 하고 있다.

## 경력
- 1983. 2 고려대학교 경제학과 학사
- 1983. 8 美 라이스대학교 대학원 입학
- 1987. 5 동 대학교 대학원 경제학박사(Ph.D.)
- 1988. 4 ~ 1990. 5 국토개발연구원 책임연구원
- 1992. 10 ~ 1993. 3 일본 나고야대 경제학부 객원연구원
- 1990. 6 ~ 1997. 3 한국경제연구원 연구위원, 산업연구실장
- 1997. 4 ~ 1999. 12 재단법인 자유기업센터 초대소장[18]
- 2000. 1 ~ 2000. 2 재단법인 자유기업원(현 자유경제원) 초대원장[19]
- 2000. 3 ~ 2001. 2 ㈜인티즌 대표이사
- 2001. 3 ~ 2001. 7 ㈜코아정보시스템 대표이사
- 2002. 4 ~ 2012. 6 교보생명주식회사 사외이사
- 2008. 2 ~ 2010. 2 S&TC 사외이사
- 2010.12 ~ 2011.12 검찰정책자문위원회 자문위원
- 2015. 1 ~ 2016. 1 검찰미래발전위원회 위원
- 2015. 2 ~ 2017. 2 DYB최선어학원 경영고문
- 2016. 4 ~ 2016.10 검찰미래발전위원회 위원
- 2017. 5 ~ 2017. 4 (주)일진 경영고문
- 1998. 8 ~ 현재 몽페를랭 소사이티(The Mont Pelerin Society)정회원[20]
- 2012. 5 ~ 2019.11 현재 포니정(Pony Chung) 재단 이사
- 2017.10 ~ 현재 일진문화재단 이사
- 2001.10 ~ 현재 공병호연구소 소장[21][22]
- 2019. 4 ~ 현재 공병호TV 대표
- 2019.4.21 공병호TV[유투브채널] 2000명 구독 시작
- 2019.7.14 공병호TV 유튜브 채널 20만 구독자 돌파[23][24][25]
- 2020.2.20 ~ 2020.3.20 미래한국당 공천관리위원회 위원장[26][27][28][29][30][31][32]
- 2020. 2. 29 공병호TV[유튜브 채널] 50만 구독자 돌파
- 2020. 5    Gong TV[유튜버 영어채널]
- 2020. 7   공데일리(www.gongdaily.com)[온라인 신문] 창간

## 수상
- 1995년 제7회 자유경제출판문화상 수상 한국경제의 권력이동[33]
- 1996년 제8회 자유경제출판문화상 수상 시장경제란 무엇인가
- 1997년 제9회 자유경제출판문화상 수상 시장경제와 그 적들[34]